# فريدريك الخامس ملك الدنمارك
فريدريك الخامس ملك الدنمارك (بالدنماركية: Frederik 5.)‏ (31 مارس 1723 – 14 يناير 1766) كان ملك الدنمارك والنرويج ودوق شليسفيغ وهولشتاين من 1746 حتى وفاته، والده هو كريستيان السادس ملك الدنمارك و صوفي المجدلية من براندنبورغ-كولمبخ، خلفه أبنه كريستيان السابع الذي اتصف بالجنون العقلي، تزوج مرتين أولاً من لويزا من بريطانيا العظمى أبنة جورج الثاني ملك بريطانيا العظمى توفيت 1751 ووالدة وريثه وأيضا لويزا، أميرة هسن-كاسيل من نسلها يأتي ملوك الدنمارك الحاليون، وثانياً من جوليانا ماريا من براونشفايغ-فولفنبوتل عام 1752 وهي شقيقة زوجة فريدرش العظيم، ملك بروسيا وانجب منها ابن واحداً هو الأمير فريدريك الذي أصبح وصي العرش لاحقاً على أخوه بمشاركة والدته والسياسي الدنماركي بين عامي (1775-1784) وهو والد الملك كريستيان الثامن وجد فريدريك الثامن أخر ملوك سليل آل أولدنبورغ "الخط الرئيسي"·